# Oncidium varicosum var. Baldin
O  Oncidium varicosum var. Baldin  é uma Espécie de orquídeas do gênero Oncidium, também chamado de dama dançante, da subfamília Epidendroideae da família das Orquidáceas.

## Sinônimo
- Oncidium insigne

Significado do nome científico:

"Oncidium" do latim = "inchaço", "tuberculo", "tumor".
 
"varicosum" Veias de varizes.
 
Variedad: felicio Baldin.

## Habitat
Esta espécie é originária do Brasil, Paraguai e Norte da Argentina. Esta Orquídea cresce sobre árvores. Área de clima úmido de montanha em altitudes de 1200 a 1800 metros.

## Descrição
O Oncidium varicosum var. Baldin é uma orquídea epífita e ocasionalmente rupícola com pseudobulbos ovóides achatados lateralmente de que saem apicalmente duas folhas coriáceas estreitas oblongo linguladas, as basais curvadas ou pêndulas.
  Em seu centro nascem duas hastes florais de pequenas e numerosas flores. Florescem na primavera e no outono.
Possui um ramo floral paniculado.

Flores com a base do labelo escalonado, as laterais do lóbulo estão invertidas, as extremidades dos lóbulos laterais estão truncadas, fazendo os dois lados dos lóbulos ocultarem parcialmente o lóbulo central. A coluna não é visível na maioria dos ângulos.

As flores se agrupam em racemo médio com muitas flores de tamanho pequeno, de cor amarelo pálido com mancha marrom escura quase negra no callo.   

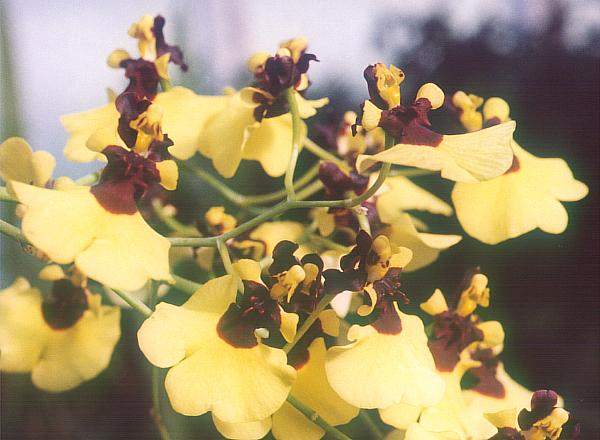
Haste floral de Oncidium varicosum var. Baldin

## Cultivo
Tem preferência por alta luminosidade ou com sombra moderada. Para cultivar deve-se plantar em um tronco com a base reta não muito larga, para que se possa manter em pé e coloca a orquídea amarrada a um tutor orientado para leste.

Pode por no exterior como os Cymbidiums para estimular a floração. No inverno, manter o substrato seco com poucas regas. Florescem no Outono e na Primavera.